# Carrer de Craywinckel
El carrer de Craywinckel és un vial que uneix el passeig de Sant Gervasi amb l'avinguda de la República Argentina, al barri d'el Putxet i el Farró de Barcelona. La seva urbanització es va iniciar el 1863, dedicant-lo al cap de la nissaga, el nom de la qual va ser traduït al castellà com a Tienda de Cuervo.

## Història
Els Craywinckel eren una nissaga de militars del regiment de la Guàrdia Valona, creat el 1596 per Felip II. Bartomeu de Craywinckel i Maeyer va néixer a Anvers el 1682 i es va establir a Sevilla, on el 1703 es va casar amb Joana Paula Hunneus, d'origen flamenc però nascuda a la ciutat hispalense el 1685. Durant el regnat de Felip V va exercir com a comptador d'hisenda (recaptador d'impostos) i veedor de la gente de guerra a Cartagena de Indias, on van néixer els seus fills Francisco (1713-1772), tractadista i ministre conseller en els primers governs de Carles III, José (1715-1764), governador i capità general de la província de Sonora i Sinaloa, i Manuel de Craywinckel i Humens (1716-1772), tinent coronel dels reials Exèrcits i capità del regiment de la Reial Guàrdia Valona.
El 1771, aquest darrer va adquirir a l'Estat la finca del Frare Negre (nom de la torre que hi construirien posteriorment  al sud de l'actual plaça de John F. Kennedy, davant els jardins de la Tamarita), composta per tres masos, que havia estat dels jesuïtes, expulsats el 1767 per Carles III.
Casat amb Maria Lluïsa Gotaert de Pechmann, el va succeir el seu fill Manuel Felip de Craywinckel i de Pechmann (1751-1815), també militar, que es va casar amb la seva cosina Manuela Maria de Craywinckel i de Crespo, i llegà la finca als seus fills Manuel Lluís i Josep Joaquim de Craywinckel i de Craywinckel. Aquest darrer es va casar amb María del Sagrario Hurtado de Mendoza y Palomeque (†1866), germana del marquès d'Hermosilla, i el 1870, el seu fill Joan de Craywinckel i Hurtado de Mendoza presentà els plànols de la urbanització del carrer. Aquesta va anar força ràpida: el 1895 la majoria de parcel·les tenien cases construïdes i cap al 1910 s'hi va construir al número 24 un edifici de veïns de sis plantes.